# Jack Greenhalgh
Jack Greenhalgh est un directeur de la photographie américain (membre de l'ASC), né John H. Greenhalgh Jr. le 23 juillet 1904 à New York (État de New York), mort le 3 septembre 1971 à Los Angeles — Quartier de North Hollywood (Californie).

## Biographie
Assistant opérateur vers la fin des années 1920, Jack Greenhalgh est chef opérateur sur deux-cent quatre films américains de série B, sortis entre 1935 et 1953. Un grand nombre d'entre eux sont des réalisations de Sam Newfield produites par la Producers Releasing Corporation, dont des westerns (notamment avec Buster Crabbe ou Tim McCoy) et des films d'horreur.
Mentionnons Reefer Madness de Louis J. Gasnier (1936, avec Dave O'Brien et Thelma White), Hitler's Madman de Douglas Sirk (1943, avec Patricia Morison et John Carradine), Plaisirs interdits de Sam Newfield (1949, avec Alan Baxter et Lyle Talbot), ou encore Robot Monster de Phil Tucker (son avant-dernier film, 1953, avec George Nader et Selena Royle).
Pour la télévision, Jack Greenhalgh contribue à deux séries en 1951 et 1952, dont Les Aventures de Kit Carson (1951).

## Filmographie sélective
(films américains, sauf mention contraire)

### Comme directeur de la photographie
- 1935 : Trails of the Wild de Sam Newfield
- 1935 : His Fighting Blood (en) de John English
- 1936 : Ghost Patrol de Sam Newfield
- 1936 : Racing Blood (en) de Victor Halperin
- 1936 : Reefer Madness de Louis J. Gasnier
- 1937 : The Devil Diamond de Leslie Goodwins
- 1937 : Valley of Terror d'Albert Herman
- 1937 : Rough Riding Rhythm (en) de J. P. McGowan
- 1937 : Sing While You're Able de Marshall Neilan
- 1937 : Whistling Bullets de John English
- 1937 : Galloping Dynamite de Harry L. Fraser
- 1938 : Phantom Ranger de Sam Newfield
- 1938 : West of the Rainbow's End d'Alan James
- 1938 : Where the West Begins de J. P. McGowan
- 1938 : Religious Racketeers de Frank O'Connor
- 1939 : Trigger Pals de Sam Newfield
- 1939 : Torture Ship de Victor Halperin
- 1940 : Stolen Paradise de Louis J. Gasnier
- 1940 : Les Renégats du Texas (Texas Renegades) de Sam Newfield
- 1940 : Marked Men de Sam Newfield
- 1941 : Law of the Timber (en) de Bernard B. Ray
- 1941 : Billy the Kid Wanted de Sam Newfield
- 1941 : Emergency Landing de William Beaudine
- 1941 : Jungle Man de Harry L. Fraser
- 1942 : Broadway Big Shot (en) de William Beaudine
- 1942 : La Dame de Broadway (Queen of Broadway) de Sam Newfield
- 1942 : Too Many Women (en) de Bernard B. Ray
- 1942 : Tomorrow We Live d'Edgar G. Ulmer
- 1943 : Créature du diable (Dead Men Walk) de Sam Newfield
- 1943 : Hitler's Madman de Douglas Sirk
- 1943 : Fighting Frontier de Lambert Hillyer
- 1943 : My Son, the Hero (it) d'Edgar G. Ulmer
- 1944 : Swing Hostess de Sam Newfield
- 1944 : Youth Aflame d'Elmer Clifton
- 1945 : Shadow of Terror de Lew Landers
- 1945 : Navajo Kid de Harry L. Fraser
- 1945 : Shadows of Death de Sam Newfield
- 1945 : The Big Show-Off (en) d'Howard Bretherton
- 1945 : The Lady Confesses de Sam Newfield
- 1945 : Apology for Murder de Sam Newfield

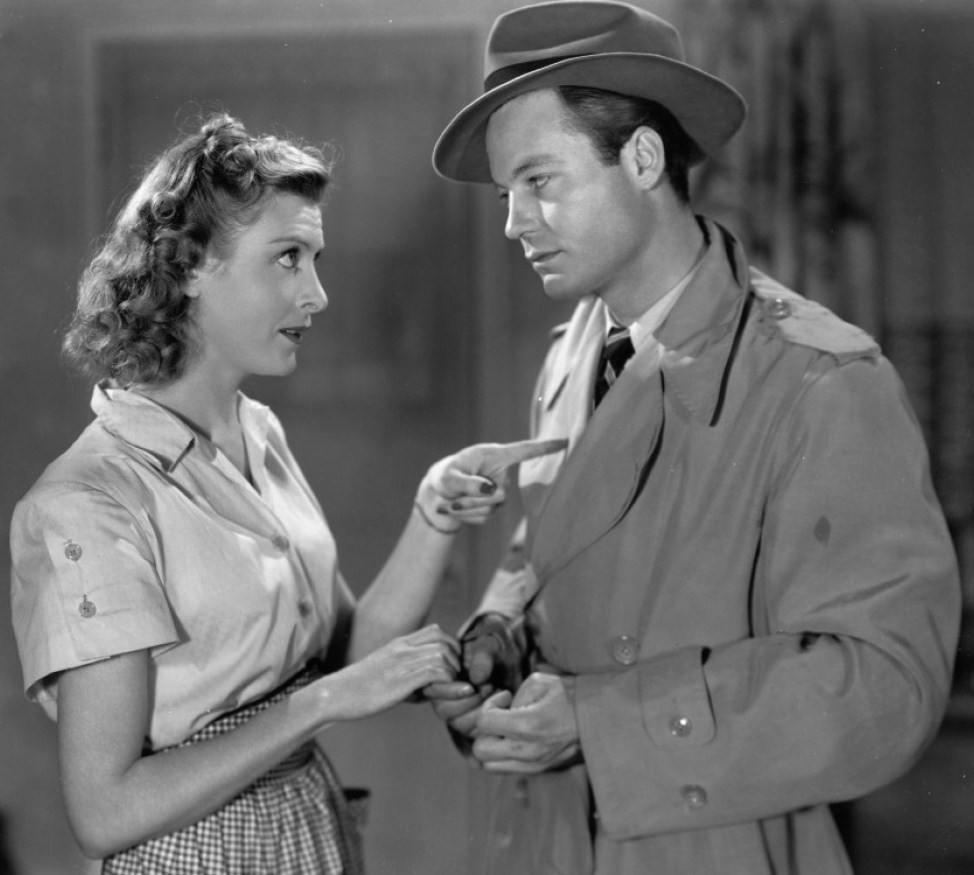
Angoisse dans la nuit (1947) :
Ann Doran et DeForest Kelley

- 1946 : Six-Gun Man de Harry L. Fraser
- 1946 : The Flying Serpent de Sam Newfield
- 1946 : Le Masque de Dijon (The Mask of Dijon) de Lew Landers
- 1946 : Danny Boy de Terry O. Morse
- 1946 : Avalanche (en) d'Irving Allen
- 1946 : Murder Is My Business de Sam Newfield
- 1946 : Larceny in Her Heart de Sam Newfield
- 1946 : Blonde for a Day de Sam Newfield
- 1947 : Three on a Ticket de Sam Newfield
- 1947 : Too Many Winners de William Beaudine
- 1947 : L'Île aux serpents (Adventure Island) de Sam Newfield
- 1947 : Angoisse dans la nuit (Fear in the Night) de Maxwell Shane
- 1947 : Haute Lutte (High Conquest) d'Irving Allen
- 1947 : Hollywood Barn Dance (en) de Bernard B. Ray
- 1948 : Le Règne de la terreur (Adventures of Casanova) de Roberto Gavaldón
- 1948 : Une femme opprimée (Money Madness) de Sam Newfield
- 1948 : 16 Fathoms Deep d'Irving Allen
- 1949 : Satan's Cradle de Ford Beebe
- 1949 : Plaisirs interdits (She Shoulda Said « No »!) de Sam Newfield
- 1950 : Dakota Lil de Lesley Selander
- 1951 : New Mexico (en) d'Irving Reis
- 1951 : Rogue River de John Rawlins
- 1951 : Lost Continent de Sam Newfield
- 1951 : G.I. Jane de Reginald Le Borg
- 1951 : Slaughter Trail (en) d'Irving Allen
- 1951 : Les Aventures de Kit Carson (The Adventures of Kit Carson) (série américaine)
  - Saison 1, épisode 8 Law of the Six-Guns de Lew Landers
- 1952 : Dangerous Assignment (série américaine)
  - Saison 1, épisode 1 The Alien Smuggler Story
- 1953 : Robot Monster de Phil Tucker

### Autres fonctions
- 1926 : The Two-Gun Man de David Kirkland (assistant opérateur)
- 1928 : The Sunset Legion de Lloyd Ingraham et Alfred L. Werker (assistant opérateur)
- 1930 : Les Anges de l'enfer (Hell's Angels) d'Howard Hughes (photographie aérienne)
- 1947 : L'Étalon rouge de Lesley Selander (photographie de seconde équipe)
- 1951 : Les Aventures de Kit Carson (The Adventures of Kit Carson) (série américaine)
  - Saison 1, épisode 7 Enemies of the West de Lew Landers (cadreur)